# NUbuntu
nUbuntu – dystrybucja Linuksa oparta na Ubuntu oraz lekkim środowisku graficznym Fluxbox. Głównym założeniem dystrybucji było stworzenie systemu startującego z płyty, którym będzie można w szybki i wygodny sposób testować sieć oraz serwery. Stąd też pochodzi nazwa nUbuntu (network – od zastosowania + Ubuntu – od systemu na którym bazuje), system ten można też zainstalować na dysku twardym.

## O nUbuntu
Nie jest dystrybucją oficjalnie wspieraną przez Canonical. Jest systemem z zaaplikowaną dużą liczbą pakietów, które umożliwiają w bardzo wygodny sposób testowanie sieci oraz serwerów, najpopularniejszymi z nich są Ethereal, nmap, Dsniff oraz Ettercap.

## Historia wydań dystrybucji
| Wersja   | Podwersja          | Nazwa kodowa          | Data wydania                            |
| -------- | ------------------ | --------------------- | --------------------------------------- |
| 6.06 LTS | Testowa 1          |                       | 18 grudnia 2005; ponad 19 lat temu      |
| 6.06 LTS | Testowa 2          | Numero Dos            | 27 grudnia 2005; ponad 19 lat temu      |
| 6.06 LTS | Developerska 1     | Formula One           | 1 stycznia 2006; ponad 19 lat temu      |
| 6.06 LTS | Developerska 2     | SP2                   | 6 stycznia 2006; ponad 19 lat temu      |
| 6.06 LTS | Przegląd stabilnej | Shmoocon Edition      | 13 stycznia 2006; ponad 19 lat temu     |
| 6.06 LTS | Stabilna 1         | nUbuntu Live          | 16 stycznia 2006; ponad 19 lat temu     |
| 6.06 LTS | Alfa               | Flight of the Phoenix | 30 marca 2006; ponad 19 lat temu        |
| 6.06 LTS | Flight 6           |                       | 7 kwietnia 2006; ponad 18 lat temu      |
| 6.06 LTS | wersja finalna     | Dapper Drake          | 21 czerwca 2006; ponad 18 lat temu      |
| 6.10     | wersja finalna     | Edgy Eft              | 21 listopada 2006; ponad 18 lat temu    |
| 8.04     | Alfa               |                       | 16 lipca 2008; ponad 16 lat temu        |
| 8.10     | Alfa               |                       | 30 października 2008; ponad 16 lat temu |
| 8.12     | Beta               |                       | 17 grudnia 2008; ponad 16 lat temu      |